# 가석방심사관 이한신
《가석방 심사관 이한신》은 2024년 11월 18일부터 2024년 12월 24일 방송했던 tvN 월화 드라마였다.

## 기획 의도
돈, 빽, 잔머리 써서 출소하려는 양심 불량 인간들은 내가 막는다!
재소자들의 최종 심판관, 가석방 심사관이 된 변호사 이한신의 짜릿한 철벽 방어전

## 제작진

### 기획
- CJ ENM
- KT스튜디오지니

### 제작사
- 코탑미디어
- KT스튜디오지니

### 극본
- 박치형
- 오정아

### 연출
- 윤상호 : 영화 《메이》(감독), 영화 《아 유 레디?》(감독), MBC 수목 드라마 《태왕사신기》(공동 연출), SBS 금요 드라마 《비천무》(연출), MBC 주말 드라마 《탐나는도다》(공동 연출), tvN 월화 드라마 《버디버디》(연출), TV조선 토일 드라마 《고봉실 아줌마 구하기》(연출), 웹 드라마 《아직 헤어지지 않았기 때문에》(연출), TV조선 금토 드라마 《백년의 신부》(연출), 중국 HINANTV 《지인단신재일기》(연출), SBS 수목 드라마 《사임당, 빛의 일기》(연출), MBC 주말 특별 기획 드라마 《이몽》(연출), TV조선 토일 드라마 《바람과 구름과 비》(연출), KBS 2TV 월화 드라마 《달이 뜨는 강》(연출), KBS 2TV 수목 드라마 《징크스의 연인》(연출), KBS 2TV 월화 드라마 《커튼콜》(연출) 연출

## 등장 인물

### 주요 인물
- 고수 : 이한신 역 - 변호사 겸 가석방 심사관
- 권유리 : 안서윤 역 - 광수대 범죄수사팀 경위
- 백지원 : 최화란 역 - 사채업자 (a.k.a 장충동 엘사)
- 이학주 : 지명섭 역 - 오정그룹 전무, 지동만 회장과 첫 번째 부인 사이에서 나온 외아들.

### 오정그룹
- 송영창 : 지동만 역 - 오정그룹 회장, 명섭의 아버지.
- 김영웅 : 손응준 역 - 오정그룹 비서실장, 지동만이 부산에서 일수 찍던 시절부터 동고동락한 인물이자 오정그룹 내 보이지 않는 해결사.
- 김민재 : 서동훈 역 - 오정그룹 법무팀 변호사, 엘리트 코스를 밟아온 오정그룹 법무팀 소속 변호사.

### 한신 주변인들
- 황우슬혜 : 최원미 역 - 배우이자 동만의 전처, 오정그룹 전 안주인이자 입만 열면 엉뚱미 폭발하는 4차원 여배우.
- 남태우 : 황지순 역 - 이한신법률사무소 사무장
- 조승연 : 천수범 역 - 전 상부교도소 분류과장
- 이도엽 : 박진철 역 - 중부교도소 분류과장

### 광수대
- 나현우 : 김주목 역 - 광수대 범죄수사팀 경장, 서윤의 후배이자 든든한 지원군. 드라마의 감초역을 담당한다.
- 편보승 : 편형사 역 - 김주목의 동료 형사 였고 서윤의 편이었으나 마지막에 팀장의 편에 서며 배신을 한다.

### 그 외 인물
- 박정학 : 정욱 역
- 노승진
- 김혜화 : 김내경 역
- 황세인 : 허은지 역

### 기타 인물
- 미상 : 박진철의 아픈 아들 역
- 남민우 : 최정학 역(†)
- 김예나 : 안다윤 역(†)
- 미상 : 이한신을 습격한 괴한 역
- 김신열
- 박노식 : 양복규 역
- 우현 : 용진상 역
- 미상 : 허은지의 딸 수아 역
- 정종우 : 백 실장 역
- 류태호 : 배한성 역 - 소장
- 정욱 : 윤상훈 역
- 김정태 : 화란 아버지의 사채 빚을 받으러 장례식장을 찾아온 사채업자 역
- 최광원 : 안경민 역
- 미상 : 국수 가게 사장 역
- 임효우 : 임정균 역

### 에피소드별 인물

#### 3 ~ 4회
- 김형묵 : 김봉수 역 - 준봉홀딩스 투자 사기꾼 역
- 유정호 : 박희준 역
- 박상원 : 이동명 역

### 특별 출연
- 황영희 : 이동명의 엄마 역 (3회)
- 황석정 : 허은지의 동료 재소자 역 (7회)
- 옥자연 : 1인 시위를 하는 여성 (12회)

## 시청률
최저 시청률과 최고 시청률은 시청률 조사회사와 지역별로 시청률에 차이가 있을 수 있습니다.
| 2024년 | 2024년    | 2024년         | 2024년       | 2024년 |
| 회차   | 방송일    | AGB 시청률     | AGB 시청률   |        |
| 회차   | 방송일    | 대한민국(전국) | 서울(수도권) |        |
| ------ | --------- | -------------- | ------------ | ------ |
| 제1회  | 11월 18일 | 4.596%         | 4.854%       |        |
| 제2회  | 11월 19일 | 5.352%         | 5.311%       |        |
| 제3회  | 11월 25일 | 4.682%         | 4.409%       |        |
| 제4회  | 11월 26일 | 6.257%         | 5.892%       |        |
| 제5회  | 12월 2일  | 5.102%         | 4.722%       |        |
| 제6회  | 12월 3일  | 5.552%         | 5.514%       |        |
| 제7회  | 12월 9일  | 4.838%         | 4.723%       |        |
| 제8회  | 12월 10일 | 5.258%         | 4.958%       |        |
| 제9회  | 12월 16일 | 6.104%         | 5.956%       |        |
| 제10회 | 12월 17일 | 6.513%         | 6.032%       |        |
| 제11회 | 12월 23일 | 5.694%         | 5.220%       |        |
| 제12회 | 12월 24일 | 5.836%         | 4.803%       |        |

## 참고 사항
- 남태우, 남민우, 김현규, 조승연, 김희수는 ENA 주간 드라마 《신병》 이후 2년 만에 다시 재회해 캐스팅 됐다.
- 1회에서 옥에티 장면이 있었는데 오토바이와 접촉 사고가 난 이한신의 차량이 2024년 기준 최신형 쏘나타 디 엣지에서 NF 쏘나타 차량으로 교차편집 되고 있다. 아마도 제작비 절약의 목적인 듯하다.
- 법원, 법무부의 현관으로 나오는 장소는 백석대학교, 백석문화대학교의 야외 촬영 장소에서 촬영된 것으로 보인다.

## 같이 보기
- 대한민국의 텔레비전 드라마 목록 (ㄱ)
- 2024년 대한민국의 텔레비전 드라마 목록